# Liste der Landschaftsschutzgebiete in Weiden in der Oberpfalz
In Weiden in der Oberpfalz gibt es acht Landschaftsschutzgebiete. (Stand: November 2018)

## Hinweise zu den Angaben in der Tabelle
- Gebietsname: Amtliche Bezeichnung des Schutzgebietes
- Bild/Commons: Bild und Link zu weiteren Bildern aus dem Schutzgebiet
- LSG-ID: Amtliche Nummer des Schutzgebietes
- WDPA-ID: Link zum Eintrag des Schutzgebietes in der World Database on Protected Areas
- Wikidata: Link zum Wikidata-Eintrag des Schutzgebietes
- Ausweisung: Datum der Ausweisung als Schutzgebiet
- Gemeinde(n): Gemeinden, auf denen sich das Schutzgebiet befindet
- Lage: Geografischer Standort
- Fläche: Gesamtfläche des Schutzgebietes in Hektar
- Flächenanteil: Anteilige Flächen des Schutzgebietes in Landkreisen/Gemeinden, Angabe in % der Gesamtfläche
- Bemerkung: Besonderheiten und Anmerkungen

Bis auf die Spalte Lage sind alle Spalten sortierbar.
| Gebietsname | Bild/Commons   | LSG-ID       | WDPA-ID   | Wikidata  | Ausweisung | Gemeinde(n) | Lage     | Fläche ha | Flächenanteil                                                                                                 | Bemerkung |
| --- | -------------- | ------------ | --------- | --------- | ---------- | ----------- | -------- | --------- | --- | --------- |
| Feld- und Waldgebiet Almesbach - Im Ibelnest - Eichrangen - Fischerberg - Buchrangen-Ebene - Hint. Neuried - Hl. Staude - Sauhübel | weitere Bilder | LSG-00174.01 | 395642    | Q59654983 | 1969       |             | Position | 770,27    | Weiden in der Oberpfalz (99,9 %)                                                                              |           |
| LSG innerhalb des Naturparks Nördlicher Oberpfälzer Wald (ehemals Schutzzone)                                                      | weitere Bilder | LSG-00564.01 | 396114    | Q59655008 | 1997       |             | Position | 44161,93  | Weiden in der Oberpfalz (2,6 %), Landkreis Neustadt an der Waldnaab (88,7 %), Landkreis Tirschenreuth (8,6 %) |           |
| LSG Oberpfälzer Hügelland im westlichen Landkreis Neustadt a.d.Waldnaab                                                            | weitere Bilder | LSG-00574.01 | 396123    | Q59655013 | 2003       |             | Position | 36048,6   | Weiden in der Oberpfalz (0,6 %), Landkreis Neustadt an der Waldnaab (99,3 %)                                  |           |
| Schutzstreifen Flutkanal |                | LSG-00174.06 | 395646    | Q59654988 | 1969       |             | Position | 58,03     | Weiden in der Oberpfalz (100 %)                                                                               |           |
| Schutzstreifen Ostmarkstraße |                | LSG-00174.02 | 555560779 | Q59654984 | 2013       |             | Position | 26,57     | Weiden in der Oberpfalz (100 %)                                                                               |           |
| Schweinenaabniederung - Orthegelmühlbach                                                                                           |                | LSG-00174.04 | 395644    | Q59654986 | 1969       |             | Position | 19,05     | Weiden in der Oberpfalz (100 %)                                                                               |           |
| Schweinenaabniederung - Waldgebiet Moosloh - Sauerbachniederung                                                                    | weitere Bilder | LSG-00174.05 | 395645    | Q59654987 | 1969       |             | Position | 391,11    | Weiden in der Oberpfalz (99,9 %)                                                                              |           |
| Waldnaabniederung |                | LSG-00174.03 | 395643    | Q59654985 | 1969       |             | Position | 204,68    | Weiden in der Oberpfalz (99,9 %)                                                                              |           |